# Warp (entreprise)
WARP était une entreprise japonaise de développement de jeux vidéo. Elle a été fondée en mars 1994 par Kenji Iino, qui l'a dirigée jusqu'à sa mort, survenue le 20 février 2013.

## Histoire

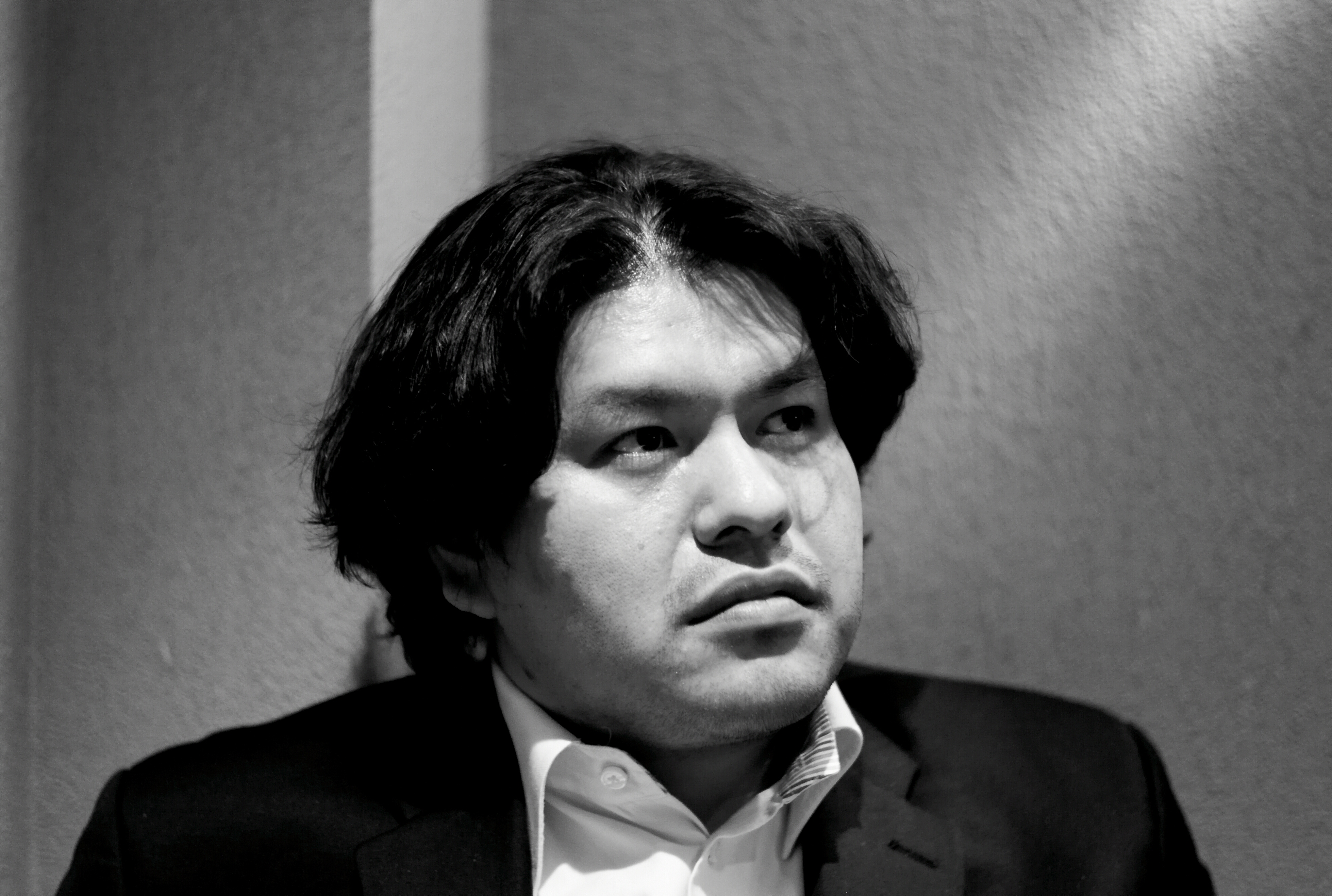
Kenji Iino en 2007

Composée de quatre membres, WARP souhaite à ses débuts développer des jeux interactifs. La société choisit de travailler avec The 3DO Company et commence à développer des jeux vidéo pour la 3DO. D est son premier succès et est considéré comme l'instigateur du genre survival horror. Après l'échec commercial de la 3DO, Kenji Iino cherche un nouveau collaborateur ; méprisant Sony et refusant de travailler sur des supports cartouches, il élimine Nintendo et se tourne vers Sega. Lors de l'annonce de ce nouveau partenariat, Iino, dont la santé mentale est fragile, ose dévoiler une vidéo dans laquelle la PlayStation se transforme en Saturn, console que choisit WARP pour développer ses futurs jeux.
De cette union naît Enemy Zero, sorti sur Saturn en 1996 ; le jeu obtient le prix du meilleur jeu Saturn à l'E3 1997.
Le 28 avril 2000, peu après la sortie japonaise de D2 sur Dreamcast et alors que le jeu n'est pas encore édité sur les territoires occidentaux, Kenji Iino décide de quitter l'industrie du jeu vidéo et fonde Super Warp Inc., qui offrira un service de musique en ligne et de production de DVD jusqu'en 2005,.
Entre-temps, Iino fonde une troisième société en août 2001, nommée from yellow to orange et stylisée fyto. Elle marque son retour au jeu vidéo et propose son premier jeu, You, Me, and the Cubes, sorti en 2009 sur WiiWare.

## Mésentente avec Sony
Lorsque D est sorti, Sony a privilégié d'autres titres sur sa PlayStation et les précommandes n'ont pu être honorées, faute d'avoir produit un nombre suffisant de copies à temps ; les conséquences financières ont été désastreuses pour WARP et Kenji Iino a décidé de ne pas en rester là. À la suite du succès de D, sortis sur d'autres supports dont la Saturn de Sega, WARP annonce le développement d'un nouveau jeu, appelé Enemy Zero ; Sony en demande l'exclusivité pour sa console. Alors que le développement touche à sa fin, Sony organise une conférence de presse ; Kenji Iino, après avoir pris soin d'y inviter plus de deux cents journalistes, dévoile une vidéo de présentation du futur jeu. À la fin de la vidéo, le logo de Sony apparaît mais, à la surprise générale, celui-ci se transforme en logo « Sega Saturn ». Pour couronner le tout, le vice-président de Sega surgit à l'écran et lance, d'un ton sarcastique : « Welcome to Sega! » (« Bienvenue chez Sega ! »). Cet événement marque ainsi la fin de la collaboration entre WARP et Sony.

## Jeux développés

### WARP
- 1994 - Totsugeki Kikan (Karakuri) Megadasu!!
- 1995 - Trip'd
- 1995 - Oyaji Hunter Mahjong
- 1995 - D
- 1995 - Short Warp
- 1996 - Enemy Zero
- 1997 - Real Sound: Kaze no Regret
- 1999 - D2

### fyto
- 2009 - You, Me, and the Cubes